# 마르슬랭 마르보
마르슬랭 마르보(프랑스어: Marcellin Marbot, IPA: [maʁsølɛ̃ maʁbo], 1782년 8월 18일 ~ 1854년 11월 16일)는 프랑스의 장군이다. 본명은 장 바티스트 앙투안 마르슬랭 마르보(프랑스어: Jean-Baptiste Antoine Marcelin Marbot)이다. 그는 장군 장 앙투안 마르보(1754~1800)의 아들이었다. 그의 형 아돌프 마르보(1781~1844)도 장군이었다.

## 서훈
프랑스 제국
- 레지옹 도뇌르 훈장: 기사(1808년 10월 16일)
- 레지옹 도뇌르 훈장: 장교(1813년 9월 28일)

 프랑스 왕국
- 생루이 훈장: 기사(1827년 6월 6일)

 프랑스 왕국
- 레지옹 도뇌르 훈장: 사령관(1831년 3월 21일)
- 레지옹 도뇌르 훈장: 대장군(1836년 4월 30일)

 벨기에 왕국
- 레오폴 훈장: 사령관(1833년 3월 10일)

 룩셈부르크 대공국
- 곡수왕관장: 대십자(1842년 9월 9일)

## 같이 보기
- 나폴레옹 전쟁
- 프랑스 제1제국
- 7월 왕정

## 참고 문헌
- Rabbe, Vieilh de Boisjolin, Sainte-Preuve, Biographie universelle et portative des contemporains ou Dictionnaire historique des hommes vivants et des hommes morts depuis 1788 jusqu'à nos jours: Marbot, Jean-Baptiste Antoine Marcelin, Levrault, Paris, 1834.
- Chisholm, Encyclopædia Britannica (11th ed.): Marbot, Jean-Baptiste Antoine Marcelin. Cambridge University Press, 1911.
- Marbot, Mémoires du Général Marbot. Plon et Nourrit, Paris, 1891.